# Albert Ventura Pedreño
Albert Ventura Pedreño (Badalona, 7 d'abril de 1992) és un jugador de bàsquet professional català que juga en la posició d'escorta.

## Carrera esportiva
Va començar a jugar a bàsquet a l'AE Minguella de Badalona fins que en edat "mini" va fitxar pel Club Joventut Badalona.
Després de dues temporades a la categoria 'júnior' va passar a defensar la samarreta de l'equip vinculat de la Penya, el CB Prat, en el qual va romandre dues temporades més (2010-2012). El seu primer partit amb la samarreta del primer equip va ser a l'Olímpic de Badalona contra el Meridiano Alicante, el 27 de març de 2011, i va arribar a ser el capità del primer equip. Després de tretze temporades es desvincula del Joventut, sent el quart jugador amb més minuts a la lliga amb la samarreta verd-i-negra, després de Jordi Villacampa, Rafa Jofresa i Josep Maria Margall.
L'estiu de 2023 signa un contracte temporal amb el Breogán de la lliga ACB el qual expira en el mes de febrer d'aquella mateixa temporada a l'acabar la participació del club a la Basketball Champions League. A les darreries del mes de març fitxa pel HLA Alicante de la Lliga LEB Or, amb l'objectiu de reforçar els alacantins de cara als playoffs d'ascens a la Lliga Endesa. La temporada 2024-25 la comença amb el CB Prat a Segona FEB.

### Selecció espanyola
Amb la Selecció espanyola sub16 va disputar l'Europeu de l'any 2008 que es va celebrar a Chieti i Pescara (Itàlia), i amb la sub18 va participar en l'europeu de Vílnius de l'any 2010 i al Torneig Albert Schweitzer de Mannheim del mateix any. El 25 de febrer de 2019 va debutar amb la selecció absoluta, en un partit de classificació per al Mundial de la Xina, davant Turquia.

## Estadístiques

### Temporada regular
| Any       | Equip     | PJ  | 5i | Min  | %2P  | %3P  | %TL  | Reb | Ass | Rec | Tap | Punts | Val |
| --------- | --------- | --- | -- | ---- | ---- | ---- | ---- | --- | --- | --- | --- | ----- | --- |
| 2010-11   | Joventut  | 3   | 0  | 3,3  | 100  | 0    | 50   | 1   | 0,3 | 0   | 0,3 | 1     | 1,7 |
| 2011-12   | Joventut  | 4   | 1  | 4,5  | 100  | 0    | 0    | 0,3 | 0,3 | 0   | 0   | 1,5   | 1   |
| 2012-13   | Joventut  | 30  | 13 | 14,8 | 38   | 26   | 75   | 1,9 | 0,8 | 0,4 | 0,1 | 2,6   | 2   |
| 2013-14   | Joventut  | 32  | 9  | 18,7 | 43   | 24   | 75   | 2,2 | 1,5 | 0,8 | 0,1 | 4,8   | 4,9 |
| 2014-15   | Joventut  | 34  | 25 | 17,7 | 47   | 37   | 64   | 2,3 | 1,4 | 0,8 | 0,1 | 4,4   | 4,8 |
| 2015-16   | Joventut  | 31  | 6  | 14,3 | 52   | 31   | 71   | 1,5 | 1,3 | 0,8 | 0   | 3,5   | 3,2 |
| 2016-17   | Joventut  | 31  | 2  | 18,3 | 49   | 28   | 75   | 2,3 | 1,3 | 0,9 | 0,1 | 5,7   | 5,4 |
| 2017-18   | Joventut  | 33  | 10 | 19,6 | 43   | 27   | 73   | 2,9 | 1,2 | 1,1 | 0,1 | 5,5   | 5,4 |
| 2018-19   | Joventut  | 33  | 26 | 22,4 | 49   | 35   | 77   | 2   | 1,2 | 0,8 | 0,2 | 5,1   | 4,6 |
| Total ACB | Total ACB | 231 | 92 | 17,6 | 46,2 | 30,3 | 72,7 | 2,1 | 1,2 | 0,8 | 0,1 | 4,4   | 4,3 |

### Playoffs
| Any       | Equip     | PJ | 5i | Min  | %2P  | %3P  | %TL  | Reb | Ass | Rec | Tap | Punts | Val |
| --------- | --------- | -- | -- | ---- | ---- | ---- | ---- | --- | --- | --- | --- | ----- | --- |
| 2014-15   | Joventut  | 2  | 2  | 22   | 60   | 33   | 80   | 1,5 | 2,5 | 2,5 | 0   | 6,5   | 8   |
| 2018-19   | Joventut  | 2  | 2  | 27   | 50   | 25   | 100  | 2,5 | 2,5 | 1   | 0   | 6,5   | 4,5 |
| Total ACB | Total ACB | 4  | 4  | 24,5 | 57,1 | 26,7 | 85,7 | 2   | 2,5 | 1,8 | 0   | 6,5   | 6,3 |